# Schloss Oberbechingen

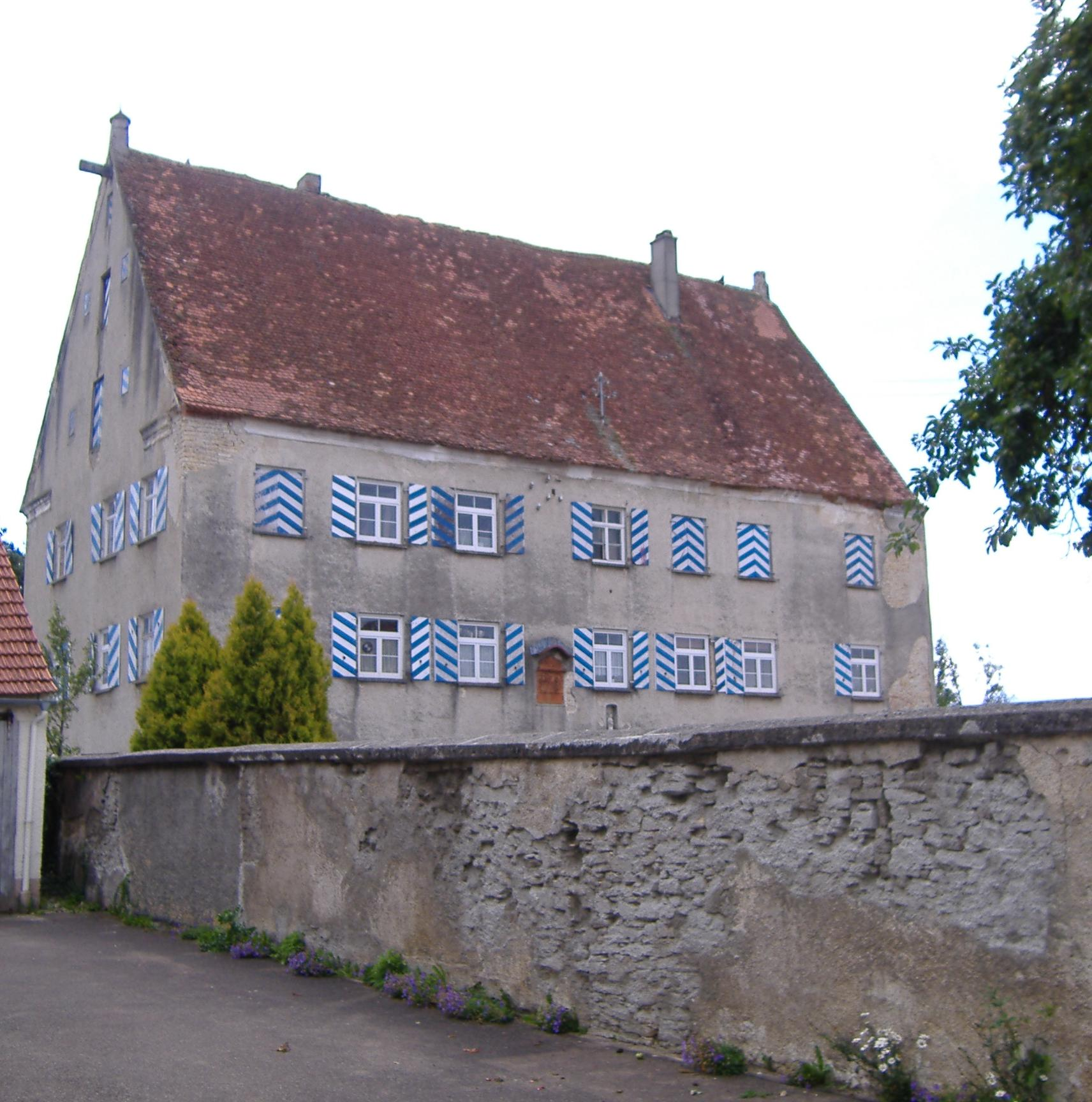
Schloss Oberbechingen mit Teil der Schlossmauer und historischen Doppelwappen über dem Schlosseingang

Schloss Oberbechingen ist ein dreigeschossiger Satteldachbau. Es liegt am Rande des Ortsteils Oberbechingen der Gemeinde Bachhagel im Landkreis Dillingen an der Donau.

## Geschichte
Casper Roth von Schreckenstein ließ 1584 das noch heute bestehende Gebäude errichten. Bald übernahm das Adelsgeschlecht Tänzl von Trazberg das Schloss und die dazugehörende Hofmark Oberbechingen. Die Grafen von Pappenheim waren Besitznachfolger, die das Schlossgut 1925 veräußerten. Während des Zweiten Weltkriegs wurde das Schloss als Genesungsheim für verwundete Soldaten zwangsbelegt. Nach 1945 bot es heimatvertriebenen Familien erste Unterkunft, außerdem waren eine Polizeistation und ein kleiner Arrestraum untergebracht. Danach diente das Schloss einer Schreinerei und einer Gärtnerei sowie einem landwirtschaftlichen Unternehmen. 1972 ging es in private Hände über. Das denkmalgeschützte und äußerst marode Gebäude wurde notdürftig instand gesetzt und bewohnbar gemacht.
Das dringend renovierbedürftige Schloss und die umliegenden Gebäude sind teilweise von einer alten Schlossmauer umgeben. 
2020 wurde das Anwesen erneut verkauft. Ein Ehepaar aus Wittislingen kaufte die renovierungsbedürftige Immobilie.
Das Schloss ist für die Öffentlichkeit nicht zugänglich.